# Neandertaler
Neandertalere var fortidsmennesker, hvis spor er fundet i Europa og Asien. De opfattes enten som en egen art, Homo neanderthalensis, eller som en underart af Homo sapiens: Homo sapiens neanderthalensis, og er sandsynligvis udviklet fra arkaisk Homo sapiens, også kendt som Homo heidelbergensis.
Arten anses for opstået for omkring 250.000 år siden og eksisterede frem til for ca. 25.000-30.000 år siden. Dele af neandertalernes genom lever dog videre i nutidens 'Homo sapiens'.
Fra 1856 er der fundet skeletrester fra over 275 individer fra mere end 70 steder. Evolutionsmæssigt var neandertalerne nutids-menneskets nærmeste slægtninge.

## Arten
Fossiler er fundet i intervallet fra mellem for 28.000 år siden (i Gorhams hule i Gibraltar) og 200.000 år tilbage (fund i Wales). Arten menes at være opstået for ca. 250.000 år siden. Neandertalerne levede i Europa i mindst 100.000 år, under Weichsel-istiden, Eem-mellemistiden, Saaleistiden og Holsten-mellemistiden - også i det strenge klima, der kaldes "sidste istids maksimum". De var små, omkring 165 cm høje, med korte ben og en enorm brystkasse, der har gjort det nemmere at holde varmen. De vejede op mod 20 pct mere end os. De dybe furer i deres knogler, hvor musklerne hæfter, viser deres utrolige styrke, langt større end vores. DNA-fund tyder på, at nogle individer var rødhårede. Neandertalerne var en veltilpasset art, som klarede sig i flere hundrede tusinde år - meget længere, end vi har været her - men efter de moderne menneskers ankomst forsvandt de på få tusinde år.
Man tror – men ved ikke sikkert – at de byggede en form for læ, og at de gik med en type tøj. Deres knogler var tykkere end moderne menneskers, med gennemsnitligt langt større kranier end os. Det gjorde det svært at indpasse dem i en skala, der begyndte med aber med små hjerner, som gradvis blev til menneskehjerner. I The Descent of Man fra 1871 nævner Darwin dem kun i forbifarten: "Det må indrømmes, at nogle meget gamle kranier, som den berømte fra Neanderdalen, er godt udviklede og rummelige."
I Mezmajskajahulen i det sydlige Rusland fandt man det eneste velbevarede fund af en fossil nyfødt til nu; en neandertalerbaby, død kort tid efter fødslen, og begravet med omhu, så den stadig var i god stand 40.000 år senere. De 141 dele lod sig sætte sammen til et skelet. Hjernen var af nøjagtig samme størrelse som hos et nyfødt menneske, volumen omkring 400 cm³. Skelettet var imidlertid kraftigere end hos en menneskebaby. Bækkenet fra en neandertalerkvinde blev fundet i 1930’erne, og alt tyder på, at en fødsel var ligeså svær for en neandertalerkvinde som for kvinder af vores art. Selv om deres kvinder havde et større bækken, var den nyfødte tilsvarende kraftigere. Der gættes på, at en nyfødts hjerne på 400 cm³ er den grænse, der er nået hos den sidste fælles stamfar for mennesker og neandertalere. Den sidste halve million år har vi betalt en høj evolutionsmæssig pris i form af fødselsproblemer pga den store hjerne hos nyfødte.
Tanya Smith fra Harvard University har forsket på tænder fra neandertalerbørn, og opdagede at de voksede langt hurtigere end tænder hos menneskebørn. Neandertalere må have haft en væsentlig kortere barndom end moderne mennesker og derfor en reduceret mulighed for at lære af forældre og andre i klanen.
Forskere sammenlignede kranier fra 32 moderne mennesker og 13 neandertalere fra mellem 27.000 og 75.000 år tilbage. Det fremkom, at neandertalerne havde betydeligt større øjenhuler. Dette har givet anledning til at tro, at større dele af deres hjerne end vores var knyttet til synet, så de skulle kunne orientere sig i de lange, mørke nætter i Europa, og at det er sket på bekostning af evnen til analytisk tænkning; hvad der også kan have bidraget til, at de forsvandt.

## Første fund
Det første kendte neandertalerfund var i Kleine Feldhofer-grotten ved et kalkstensbrud i Neanderdalen nær Düsseldorf i 1856, kun et par år før udgivelsen af Darwins bog Arternes Oprindelse. Fundet blev gjort af nogle minearbejdere, der regnede det som affald. Sandsynligvis var knoglerne gået tabt for altid, hvis stenbruddets ejer ikke havde hørt om dem og insisteret på at redde fundet. Fordi han troede, knoglerne var rester efter en hulebjørn, gav han dem videre til en lokal skolelærer, Johann K. Fuhlrott, der interesserede sig for fossiler og mente, at knoglerne måtte stamme fra "et primitivt medlem af vor race". Fuhlrott gav dem videre til en professor i anatomi i Bonn, Hermann Schaffhausen. Skeletresterne fra dette fund er: Begge lårbensknogler, en del af et bækken, nogle ribben, lidt af skulderbladet, det meste af begge overarmsknogler, noget af underarmsknoglerne, toppen af et kranium og et kraveben. Fundet blev snart en del af debatten omkring Darwins teorier om menneskehedens oprindelse. Modstanderne afviste Fuhlrotts påstande, og mente at knoglerne stammede fra en almindelig person, en kosak, der var indvandret efter napoleonskrigene og havde bøjede lårben, fordi kosakker sidder så meget til hest. En anden forklaring var, at knoglerne stammede fra en mand med rakitis, der påførte ham så megen smerte, at han gik med kronisk rynket pande og derved udviklede en fremstående pande (det blev ikke diskuteret, hvad der skulle få en forpint mand til at kravle op ad en bjergskråning og ind i en hule).
Det var fra dette fund, at det lykkedes at udvinde det mitokondrielle DNA (mtDNA). Selve fundstedet er borte i dag - kalkstenen udvundet og kørt væk som byggesten. I stedet er der rejst et museum, Das Neanderthal Museum, en moderne bygning med en have tilplantet med vækster fra istiden og stier frem til det forsvundne fundsted. Man kan købe et foto af sig selv, samt et portræt hvor ens ansigtstræk er justeret til det udseende, man havde haft, hvis man var født som neandertaler.

## Senere fund
I løbet af de næste tiår blev flere lignende knogler gravet frem. I 1908 blev et helt skelet fundet i en hule ved La Chapelle i Sydfrankrig og sendt til palæontologen Marcellin Boule i Paris. Han beskrev neandertalerknogler med udtryk som "typisk abelignende træk" og "en overvægt af funktioner, som drejede sig om styrke og dyriske funktioner". Det førte til, at neandertalernes gang blev beskrevet som "ludende", og indtrykket "forstærket af et tjavset hårlag, som dækkede det meste af kroppen", skønt der ikke findes tegn til, at neandertalerne var behårede. I 1950’erne undersøgte anatomer skelettet fra La Chapelle og fastslog, at den formodede ludende holdning skyldtes gigt. Neandertalerne gik ikke med bøjede knæ. Var et individ blevet barberet og iført jakkesæt, kunne han fint tage S-toget i New York uden at vække større opmærksomhed. Nyere forskning støtter også idéen om, at neandertalerne gik oprejst med en gangart ligesom vores.
De fleste fund er gjort i Europa og det vestlige Asien, men også østligere fund af fortidsmennesker er beskrevet som neandertalere: Analyse af mtDNA fra fund i Teshik-Tash-hulen i Usbekistan og Okladnikov-hulen i Altai-regionen i det sydlige Sibirien har vist en vis genetisk samhørighed mellem dem og de mere vestlige neandertalere.
Knoglefragmenter fra en hule nær Namur i Belgien tyder på, at neandertalerne, der holdt til dér for mellem 40.500 og 45.500 år siden, praktiserede kannibalisme. I Goyet-hulerne, udgravet for omkring 150 år siden, afslører benfragmenter, at neandertalerne havde gnavet kødet af artsfællers knogler og anvendt nogle - et lårben og tre skinneben - som redskaber. Benrester fra heste og rensdyr i hulerne blev behandlet på samme vis. Kannibalisme er også dokumenteret på fundstederne El Sidrón og Zafarraya i Spanien og Moula-Guercy og Les Pradelles i Frankrig. Andre grupper af neandertalere i regionen begravede de døde.

## Neandertalernes forsvinden
De moderne mennesker ankom til Europa for omkring 40.000 år siden; og så snart de kom ind i et område, hvor der boede neandertalere, forsvandt disse. Måske blev de forfulgt; eller måske kun udkonkurreret af de nyankomne jægere. Godt nok var neandertaleren langt kraftigere bygget og godt rustet til at "mose" et moderne menneske; men han havde ingen våben med projektiler og måtte derfor gå i nærkamp for at nedlægge byttedyr, hvad der gjorde jagt til et langt mere risikabelt foretagende for ham end for de nyankomne. Og da de store dyr, neandertalerne havde jagtet, forsvandt med klimaændringerne, kunne moderne mennesker med spyd og pil og bue jagte og nedlægge kaniner, som der fandtes rigeligt af. Det var neandertalere i langt mindre grad i stand til.
Deres fysik var tilpasset et koldt klima, men Homo sapiens havde teknologi til hjælp, såsom synåle til at sy tøj med – af stor vigtighed under istiden - og net til at fiske med. Homo sapiens kunne med spyd eller pil og bue nedlægge byttedyr uden at måtte gå i nærkamp med dem, og deres kosthold regnes som mere varieret end neandertalernes. Homo sapiens udviklede handelsruter over lange afstande, der kunne skaffe dem byttevarer, når deres egne forsyninger svigtede; det kendte neandertalerne ikke til. Fx findes flinteredskaber brugt af neandertalere sjældent længere end 50 km væk fra stenbruddet. I sammenligning benyttede mennesker flint, der kunne være fragtet mere end 300 km fra stenbruddet. Spørgsmålet er, hvorfor neandertalerne ikke simpelthen efterlignede menneskers levemåde, når de så fordelene ved den.
Tidligere mente man, at de sidste spor efter neandertalere i Europa fandtes ved Gibraltarklippen og var omkring 30.000 år gamle. Nyere forskningsmetoder har afsløret, at disse sidste spor er langt ældre - 45.000 år gamle. Dermed var Europas neandertalere sandsynligvis borte, længe inden de første mennesker dukkede op. Studier af neandertaleres bopladser i Tyskland, Frankrig, Storbritannien og Italien er kommet til den samme konklusion. Dermed kan det kun være i Mellemøsten, at neandertalere og moderne mennesker har mødt hinanden, og dér de har fået fælles afkom. Da vore dages europæere har meget arvemateriale fra en befolkning, der indvandrede under landbrugsrevolutionen for 5.000 år siden, kan det forklare, hvorfor så meget neandertaler-DNA har overlevet hos europæere.
Vulkanen i Campi Flegrei vest for Napoli havde et gigantisk udbrud for 39.000 år siden – det største vulkanudbrud i Europa i mere end 200.000 år. Kolossale mængder aske blev udspyet i atmosfæren og dækkede et enormt område i Østeuropa, Nordafrika og det vestlige Asien. Der må være gået måneder, måske år, uden sollys, og svovlbrinte og klorgasser må have regnet ned som syre, der har udslettet meget af datidens liv. Ingen rester efter neandertalere er fundet i askelaget efter katastrofen. Dermed har man ikke blot kunnet datere, hvornår neandertalerne var forsvundet; men også fundet en mulig årsag til deres forsvinden.

## Genomet
Arbejdet med rekonstruktionen af neandertaler-DNA var uhyre krævende. Den svenske videnskabsmand Svante Pääbo fik fat i 21 neandertalerknogler til sit projekt fra en hule i Kroatien; men kun tre af knoglerne indeholdt DNA. Til overmål var DNA’et fyldt af DNA fra mikrober, som havde spist af knoglerne i mindst 30.000 år; så det meste af arbejdet var helt forgæves. Det var indimellem frustrerende for forskerne, da det ene problem afløste det andet. Dertil kom det bag på dem, at folk fra Europa og Asien tilsyneladende delte mere DNA med neandertalere, end afrikanere gør. Det passede ikke med teorien om, at alle moderne mennesker nedstammer fra en lille gruppe i Afrika. Individer herfra skal være begyndt at trække ind i Mellemøsten for omkring 120.000 år siden og videre østpå, helt til Australien. Forskerne fik mistanke om, at DNA’et var forurenet, da det var blevet håndteret af europæere og asiater; men prøver, man foretog, udelukkede dette. I en artikel i Science i 2010 kunne forskerne omsider præsentere "den lækkende erstatningshypotese"; artiklen blev vurderet som tidsskriftets bedste det år, og forskerteamet vandt en pris på $ 25.000. Her fremkom det, at i dag - mindst 30.000 år senere - bærer alle ikke-afrikanere, fra hankinesere til folk i Danmark og på Ny-Guinea, mellem en og fire pct DNA fra neandertalere.
En fortolkning af en analyse af mtDNA fra neandertalere siger, at moderne mennesker ikke nedstammer fra neandertalere, og at den tidligste fælles forfader for det moderne menneske og neandertaleren skal findes for adskillige hundrede tusinde år siden. En analyse af det fulde mitokondrielle DNA fra en 38.000 år gammel neandertaler angiver, at forgreningen mellem det moderne menneske og neandertaleren skete for 660.000 år siden (plus/minus 140.000 år).
Der er ikke fundet neandertaler-DNA i vore mitokondrier. Dermed har vi ikke mitokondrie-arvemateriale direkte fra neandertalere.
Morfologiske studier, hvor man f.eks. undersøger kraniets form, synes at pege i retning af, at neandertalere i beskedent omfang blev optaget af de tidlige europæiske Homo sapiens. En nærmere analyse af genet FOXP2 har vist, at neandertalere har samme genotype som det moderne menneske. Dette gen har betydning for udviklingen af sprog, så studiet af netop FOXP2 kunne tyde på at neandertalerne har haft mulighed for sprog.
Det ældste DNA fra en neandertaler stammer fra skulderen af Altamura-manden. Han må have levet for mellem 172.000 og 130.000 siden, da gletcherne var på fremmarch. Han faldt ned i et synkehul i et karstområde. Klemt inde mellem de smalle vægge kunne han ikke komme op igen og er formentlig død af sult og tørst. Hans knogler var opslugt af hulens vægge, da de tilfældigt blev opdaget i 1993. Forskere fik i 2009 tilladelse til at hente et fragment ud af et skulderben og studerede det i seks år.

## Sygdomme
Neandertalerne viser tegn på at have været udsat for sygdomme som TB, tyfus, brucellose, kighoste og forkølelse. Bakterien Heliobacter pylori, der fremkalder mavesår, kom til Europa med Homo sapiens og kan have smittet neandertalere, som ikke havde nogen modstandskraft mod sygdommen. Selv om de pådrog sig skader under jagt, viser deres knogler også tegn på betændelser og infektion. Teorien har været, at smitsomme sygdomme først blev et problem for mennesker for omkring 11.000 år siden, da folk blev bofaste og holdt husdyr. Nu viser det sig, at mange af nutidens sygdomme allerede fandtes, da neandertalerne befolkede store dele af Europa og Asien for omkring 250.000 siden. Tidligere har man anset TB, tyfus og brucellose som zoonoser, der smittede fra kvæg til mennesker; mens smitten måske i virkeligheden er opstået hos mennesker og derefter overført til husdyr, da landbruget opstod for omkring 8.000 år siden. DNA-arven fra neandertalere indeholdt gener, der gav resistens mod virusinfektioner, såsom hjernehindebetændelse efter smitte fra parasitter, der lever i europæiske skove, og gener, der beskyttede mod bakteriel blodforgiftning. Neandertalerne har udviklet modstandskraft overfor en del sygdomme, der må være opstået, længe inden der fandtes landbrug og husdyrhold.
Neandertalerne havde eksisteret i omkring 200.000 år, før de mødte moderne mennesker, og nogle af deres tilpasninger blev arvet af fælles efterkommere, hybriderne. Især har neandertalergener for immunitet vist sig arvelige. Nyser man af pollen eller reagerer allergisk på katte, kan det altså være et udslag af neandertaler-DNA. Hos nogle befolkningsgrupper i Asien og Europa har disse gener overlevet hos halvdelen af befolkningen. En del af vort immunsystem, der hjælper hvide blodlegemer til at genkende og ødelægge indtrængere i kroppen, kan skyldes neandertaler-DNA. Nogle forskere mener, at netop arvemateriale fra neandertalere gør ikke-afrikanere mere sårbare overfor diabetes mellitus type 2. Nye fund knytter tilbøjelighed til afhængighed (fx af rygning) og til at udvikle diabetes og depression til gener fra neandertalere. Man har også sporet en forbindelse mellem virus hos neandertalere og moderne sygdomme såsom AIDS og kræft.
Forskere fra en række lande har samarbejdet om at undersøge generne fra tre neandertalere fundet i Spanien, Kroatien (Vindija-hulen) og Sibirien. De tre individers arvemasse varierer påfaldende lidt i betragtning af de store afstande og de mange tusinde år, der skilte dem. Variationen de tre imellem var mindre end hos moderne mennesker. Deraf kan sluttes, at neandertalere sandsynligvis levede i små, isolerede grupper. Dermed ændrede arvemassen sig kun langsomt. Hos moderne mennesker ses meget forskellige hudfarver, fra blåsort til mælkehvid, mens neandertalere havde en ret ens hudfarve. Der var også mindre variation i de gener, der påvirker adfærd. Derimod var der større variation i skelet og kropsfaçon end hos moderne mennesker. Når det gælder arvemasse, som kontrollerer stofskiftet, har europæere tre gange så meget neandertaler-DNA som asiater. Der er tale om den del af stofskiftet, som kontrollerer spaltning og nedbrydning af næringsstoffer og påvirker europæeres fordøjelse positivt.
Med prøver fra 51 Homo sapiens, som levede i Europa for mellem 45.000 og 7.000 år siden, har man kunnet fastslå, at de havde arvet 3-6 pct neandertaler-DNA, hvor nutidens europæere kun har omkring 2 pct. Gennemgående slår nedarvet neandertaler-DNA uheldigt ud, og af studiet fremgår, at naturlig selektion gradvis vil gøre denne del af arvemassen endnu sjældnere hos mennesker.

## Kendte hybrider
Liget af en mand fundet i 2002 i Peştera cu Oase, Rumænien, havde arvet DNA efter en stamfar, der havde havde haft sex med en neandertaler omkring 200 år (eller 4-6 generationer) tidligere. Han levede for mellem 37.000 og 42.000 år siden. Når 6–9 pct af hans genom stammer fra neandertalere, må han have tilhørt en meget tidlig gruppe af moderne mennesker, der har blandet sig med neandertalere, men ikke har efterladt særlige spor i nutidens europæiske befolkning.
I 2013 fandt man i Monti Lessini-regionen i Italien rester efter et individ, der havde levet for 30.000-40.000 år siden og så ud til at være en hybrid af neandertaler og moderne menneske. Kæben viste sig at indeholde mtDNA fra en neandertaler. Individet må derfor have været barn af en neandertalerkvinde og en mandlig Homo sapiens.